# Anomalon avanzoi
Anomalon avanzoi är en stekelart som beskrevs av Ian D. Gauld och Bradshaw 1997. Anomalon avanzoi ingår i släktet Anomalon och familjen brokparasitsteklar. Inga underarter finns listade i Catalogue of Life.